# Richardia pedicellata
Richardia pedicellata är en måreväxtart som först beskrevs av Karl Moritz Schumann, och fick sitt nu gällande namn av Carl Ernst Otto Kuntze. Richardia pedicellata ingår i släktet Richardia och familjen måreväxter. Inga underarter finns listade i Catalogue of Life.